# Emmanuel Dennis
Emmanuel Bonaventure Dennis (ur. 15 listopada 1997 w Nigerii) – nigeryjski piłkarz, grający na pozycji napastnika w angielskim klubie Nottingham Forest F.C. oraz w reprezentacji Nigerii. 

## Kariera piłkarska

### Kariera klubowa
Wychowanek Akademii Abuja. W 2016 rozpoczął karierę piłkarską w ukraińskim klubie Zoria Ługańsk. 30 maja 2017 podpisał kontrakt z belgijskim Club Brugge.

## Sukcesy i odznaczenia

### Sukcesy piłkarskie
Zoria Ługańsk
- brązowy medalista mistrzostw Ukrainy: 2016/17